# Scheldeprijs 2020
108. ročník jednodenního cyklistického závodu Scheldeprijs se konal 14. října 2020 v Belgii. Vítězem se stal Australan Caleb Ewan z týmu Lotto–Soudal. Na druhém a třetím místě se umístili Ital Niccolò Bonifazio (Total Direct Énergie) a Francouz Bryan Coquard (B&B Hotels–Vital Concept). Závod byl součástí UCI ProSeries 2020 na úrovni 1.Pro.
Původní termín závodu byl stanoven na 8. dubna 2020, ale kvůli pandemii covidu-19 musel být odložen na 14. října. Obvyklá trasa závodu začíná v nizozemském městě Terneuzen a končí v belgickém městě Schoten. Kvůli zpřísnění opatření proti covidu-19 v Nizozemsku však byla trasa upravena na 10 kol o délce 17,4 km ve Schotenu a okolí, čímž se naprosto vyhnula nizozemskému území.
Původně se na druhé příčce umístil Pascal Ackermann (Bora–Hansgrohe). Ten však byl po dojezdu ve výsledkové listině přesunut na 21. místo, neboť na začátku svého sprintu vyjel ze své dráhy a způsobil těžký pád Augusta Jensena (Riwal Securitas). Tento pád pak způsobil řetězovou reakci, při níž se na zemi ocitli i další závodníci, např. Pierre Barbier (Nippo–Delko–One Provence) či Iván García Cortina (Bahrain–McLaren). Z toho důvodu se na druhé a třetí místo posunuli Niccolò Bonifazio a Bryan Coquard, respektive.

## Týmy
Závodu se zúčastnilo 15 z 19 UCI WorldTeamů, 9 UCI ProTeamů a 1 UCI Continental tým. Každý tým přijel se sedmi závodníky kromě týmů Circus–Wanty Gobert a Ineos Grenadiers se šesti jezdci a týmu Cofidis s pěti jezdci. Shane Archbold (Deceuninck–Quick-Step) neodstartoval, na start se tak postavilo 170 jezdců. Do cíle ve Schotenu dojelo 158 z nich.
UCI WorldTeamy
- Astana
- Bahrain–McLaren
- Bora–Hansgrohe
- CCC Team
- Cofidis
- Deceuninck–Quick-Step
- Groupama–FDJ
- Ineos Grenadiers
- Israel Start-Up Nation
- Lotto–Soudal
- Mitchelton–Scott
- NTT Pro Cycling
- Team Sunweb
- Trek–Segafredo
- UAE Team Emirates

UCI ProTeamy
- Alpecin–Fenix
- Arkéa–Samsic
- B&B Hotels–Vital Concept
- Bingoal–Wallonie Bruxelles
- Circus–Wanty Gobert
- Nippo–Delko–One Provence
- Riwal Securitas
- Sport Vlaanderen–Baloise
- Total Direct Énergie

UCI Continental týmy
- Tarteletto–Isorex

## Výsledky
| Pořadí | Jezdec                  | Tým                      | Čas        |
| ------ | ----------------------- | ------------------------ | ---------- |
| 1      | Caleb Ewan (AUS)        | Lotto–Soudal             | 3h 34' 38" |
| 2      | Niccolò Bonifazio (ITA) | Total Direct Énergie     | + 0"       |
| 3      | Bryan Coquard (FRA)     | B&B Hotels–Vital Concept | + 0"       |
| 4      | Tim Merlier (BEL)       | Alpecin–Fenix            | + 0"       |
| 5      | Jasper Philipsen (BEL)  | UAE Team Emirates        | + 0"       |
| 6      | Amaury Capiot (BEL)     | Sport Vlaanderen–Baloise | + 0"       |
| 7      | Arvid de Kleijn (NED)   | Riwal Securitas          | + 0"       |
| 8      | Sam Bennett (IRL)       | Deceuninck–Quick-Step    | + 0"       |
| 9      | Itamar Einhorn (ISR)    | Israel Start-Up Nation   | + 0"       |
| 10     | Romain Cardis (FRA)     | Total Direct Énergie     | + 0"       |